# 吹田千里郵便局
吹田千里郵便局（すいたせんりゆうびんきょく）は、大阪府吹田市にある郵便局。民営化前の分類では集配普通郵便局であった。

## 概要
住所：〒565-8799 大阪府吹田市津雲台7-2-D-101
千里ニュータウンにあり、豊中市との境界付近に位置する。

## 沿革
- 1969年（昭和44年）6月30日 - 吹田千里郵便局として、吹田市津雲台七丁目に開局[1]。
- 1983年（昭和58年）8月 - 局舎落成。
- 1991年（平成3年）10月1日 - 外国通貨の両替および旅行小切手の売買に関する業務取扱を開始。
- 2000年（平成12年）2月1日 - 「565-00xx」区域の集配業務を豊中郵便局に移管（同時に「560-00xx」に変更）。
- 2007年（平成19年）10月1日 - 民営化に伴い、併設された郵便事業吹田千里支店に一部業務を移管。
- 2012年（平成24年）10月1日 - 日本郵便株式会社の発足に伴い、郵便事業吹田千里支店を吹田千里郵便局に統合。

## 取扱内容
- 郵便、印紙、ゆうパック、内容証明
- 貯金、為替、振替、振込、国際送金、国債、投資信託
- 生命保険、バイク自賠責保険、自動車保険
- ゆうちょ銀行ATM
- 「565-08xx」区域（吹田市内の北部地域＝名神高速道路、大阪府道135号豊中摂津線以北）の集配業務
- ゆうゆう窓口

## 風景印
- 図案は千里ニュータウンの町並みと太陽の塔、北大阪急行。局名表示は「吹田千里」
- 使用開始日は1983年（昭和58年）8月6日

## 周辺
- 千里中央公園
- 千里体育館
- 阪急バス千里営業所
- 大阪中央環状線
- 新御堂筋

かつては毎日放送千里丘放送センターも近隣に所在し、MBSの番組宛の郵便物は一部を除き宛先を「565 大阪吹田千里局区内」として案内していた。

## アクセス
- 北大阪急行線、大阪モノレール 千里中央駅から徒歩約13分
- 阪急千里線、大阪モノレール 山田駅から徒歩約15分
- 阪急バス 津雲台七丁目停留所下車
- 名神高速道路 吹田IC・中国自動車道 中国吹田IC[2]から西へ約4km
- 駐車場あり：6台